# Бадринатх
Бадрина́тх (англ. Badrinath, хинди बद्रीनाथ) — город в округе Чамоли в штате Уттаракханд, Индия. Расположен на холмах Гархвал на берегах реки Алакнанды, в 301 км к северо-востоку от Ришикеша. Лежит между горными отрогами Нар и Нараяна в тени горы Нилкантха.
Бадринатх — это священный индуистский город. Как священное место упоминался в писаниях и легендах на протяжении тысяч лет. Он наиболее важный из четырёх городов в паломничестве по маршруту Чар-дхам (санскр. चार धाम, букв. «четыре обители»). По преданию именно здесь были записаны Веды и сложены многие пураны. В последние годы популярность Бадринатха выросла в несколько раз: 600 000 паломников в течение 2006 года против 90 676 в 1961 году.
Бадри относится к ягоде, которая обильно здесь произрастает, натх — значит «Владыка». Бадри является также санскритским названием дерева ююба, которое имеет съедобные ягоды.
Территория Бадринатха упоминается как Бадари (санскр. बदरि, IAST: badari) или Бадарикашрама (санскр. बदरिकाश्रम, IAST: badarikāśrama), или ашрама Бадарика, в индуистских писаниях.
Это место священно для почитателей Вишну, особенно в его двуедином воплощении Нара-Нараяна; эту аватару здесь так и называют — Бадринатх или Бадринараяна. Наиболее привлекательным местом в городе является храм Бадринатха, посвящённый Вишну. Данное святилище является священным местом для приверженцев вайшнавизма. Согласно легенде Шанкара, считающийся основателем города, нашёл в реке Алакнанде каменное изображение Бадринараяны, сделанное из шалаграмы-мурти, — сейчас это одна из главных святынь Бадринатха. Он сначала хранил его в пещере возле горячих источников Тапт Кунд. Уже в XVI веке царь Гархвала перенёс мурти в современный храм.